# Amedeo Bonistalli
Amedeo Bonistalli (Empoli, 19 agosto 1930 – Bari, 6 ottobre 1958) è stato un calciatore italiano.

## Caratteristiche tecniche
Giocava come centravanti ed era un elemento generoso e irruento, anche se non particolarmente dotato dal punto di vista tecnico.

## Carriera
Esordisce con il Castelfiorentino e la Sangiovannese, con la quale realizza 24 reti nel campionato di Promozione 1951-1952. Passa quindi in Serie C al Piacenza; nella prima stagione è impiegato come riserva del centravanti Dario Seratoni, ma riesce comunque a mettere a segno 6 reti in 18 partite. Nella stagione successiva forma con Silvano Mari e Alfredo Arrigoni il trio primavera dell'attacco piacentino. Mari è capocannoniere del girone con 22 reti, mentre Bonistalli ne realizza 15.
Nell'estate 1954 viene ceduto per motivi di bilancio al Padova.
Con i veneti debutta in Serie B ed ottiene la promozione nel massimo campionato, segnando 13 gol. Sotto la guida di Nereo Rocco esordisce in Serie A il 29 settembre 1955, in Fiorentina-Padova 1-0. In due stagioni in Serie A riesce a segnare 24 reti, per passare poi all'Atalanta, sempre nel massimo campionato.
A Bergamo non riesce ad esprimersi ai suoi livelli, disputando una stagione sottotono (8 presenze ed una sola rete all'attivo, nel pareggio esterno contro il Napoli). Si trasferisce infine al Taranto in Serie B, dove muore per un attacco di peritonite nell'ottobre del 1958, a soli 28 anni ed all'apice della carriera.
In carriera ha totalizzato complessivamente 67 presenze e 25 reti in Serie A e 29 presenze e 13 reti in Serie B.